# Joakim Noah
Joakim Simon Noah (New York City, 25. veljače 1985.) francuski je profesionalni košarkaš, podrijetlom iz SAD-a. Igra na poziciji centra, a može igrati i krilnog centra. Trenutačno je umirovljen. Izabran je u 1. krugu (9. ukupno) NBA drafta 2007. od istoimene momčadi.

## Karijera

### Rani život
Noah je rođen u New Yorku. S tri godine preselio se u Francusku, da bi se za 10 godina ponovno vratio natrag u New York, a otad u SAD-u živi sve do danas. U srednjoškolskoj košarci nastupao je za "United Nations International School", zatim za "Poly Prep", a posljednju sezonu proveo je na "Lawrenceu", s kojim je osvojio i savezni naslov.
Noah, koji je s druge na treću narastao osam, a s treće na četvrtu srednjoškolsku sezonu 12 cm, na sveučilište Florida odlučio se još početkom svoje seniorske sezone u srednjoj školi.

### Sveučilište
Kao sveučilišni freshman, igrač prve godine, nije smatran NBA prospektom. U prosjeku je postizao tek 3.5 poena i 2.5 skokova za 9.4 minute po utakmici, a na dva susreta koja je njegov momčad odigrala na NCAA turniru na parketu je proveo tek tri minute. No, u odnosu na prvu NCAA sezonu, Noah je u drugoj doživio pravi preporod.  Bio je prvi strijelac (14.2p) i bloker (2.4bl) te drugi skakač (7.1sk) svoje momčadi. Floridu je te godine odveo do NCAA naslova, s tim da je bio i proglašen najboljim igračem NCAA Final Foura, a njegove odlične igre te enorman napredak za oko su zapeli mnogim NBA skautima. Očekivalo se stoga da će se Noah odlučiti prijaviti na NBA draft 2006., a većina mock draftova Francuzu je predviđala da će na draftu biti izabran među prva tri picka. Mnogi su vjerovali i da će biti izabran prvi. Međutim, ostanak Ala Horforda i Corey Brewera na sveučilištu, Noaha su ipak nagnali da odlazak u NBA odgodi za još jednu sezonu. Najvažnija je ipak bila želja za obranom NCAA naslova. Na kraju je dva puta uzastopce osvajao naslov NCAA prvaka. Ipak, nažalost Joakima, on u trećoj sezoni u odnosu na drugu individualno nije napredovao toliko koliko su skauti od njega očekivali. U skokovima se poboljšao, no u prosječnom broju poena i blokada je stagnirao. Treću sezonu završio je s prosječno 12 poena, 8.4 skokova, 2.3 asistencije i 1.8 blokada po utakmici. 

### NBA
Noah je izabran kao 9. izbor NBA drafta 2007. od strane Chicago Bullsa. Njegovi sveučilišni kolege Ala Horforda i Coreya Brewera izabrani su kao treći, odnosno sedmi izbor NBA drafta. Time su postali najviše plasirani trojcem (drafta) s istog sveučilišta u povijesti NBA lige. Noah je potpisao dvogodišnji ugovor s Bullsima. 6. studenog 2007., Noah je debitirao u NBA ligi. Zabilježio je 2 poena i 4 skoka. U sezoni 2008./09., Noah je s Bullsima uspio ostvariti doigravanje. Na kraju regularnog dijela iste sezone u prosjeku je postizao 6.7 poena, 7.6 skokova i 1.4 blokade po utakmici. Početkom sljedeće sezone zadržao je startno mjesto u ekipi Bullsa, a nakon ozljede Tyrusa Thomasa prometnuo se u jednog od najboljih igrača Bullsa. U 93:90 pobjedi Bullsa protiv Charlotte Bobcatsa postigao je 21 poen, skupio 16 skokova i imao četiri blokade. 

#### Chicago Tribune
Kada je novinar Rick Morrissey prije dvije godine bio je toliko razočaran što su Bullsi uzeli Joakima Noaha na NBA draftu da je napisao kako će pojesti svoju kolumnu ako Francuz "postane koristan igrač". Stoga je Morrissey odlučio ispuniti obećanje, došao je na trening Bullsa, ispričao se igračima što ih ometa, te je pred kamerama otvorio novine, škarama izrezao svoj tekst, začinio ga i pojeo uz Noahovo glasno navijanje.

## NBA statistika

#### Regularni dio
| Godina    | Klub    | Odig. uta. | Uta. poč. | Min. | 2P%  | 3P%  | Sl. bac.% | Skok. | Asist. | Ukr. lop. | Blok. | Poena |
| --------- | ------- | ---------- | --------- | ---- | ---- | ---- | --------- | ----- | ------ | --------- | ----- | ----- |
| 2007./08. | Chicago | 74         | 31        | 20.7 | .482 | .000 | .691      | 5.6   | 1.1    | .9        | .9    | 6.6   |
| 2008./09. | Chicago | 80         | 55        | 24.2 | .556 | .000 | .676      | 7.6   | 1.3    | .6        | 1.4   | 6.7   |
| Ukupno    |         | 154        | 86        | 22.5 | .520 | .000 | .684      | 6.6   | 1.2    | .8        | 1.1   | 6.7   |

#### Doigravanje
| Godina    | Klub    | Odig. uta. | Uta. poč. | Min. | 2P%  | 3P%  | Sl. bac.% | Skok. | Asist. | Ukr. lop. | Blok. | Poena |
| --------- | ------- | ---------- | --------- | ---- | ---- | ---- | --------- | ----- | ------ | --------- | ----- | ----- |
| 2008./09. | Chicago | 7          | 7         | 38.7 | .510 | .000 | .760      | 13.1  | 2.3    | .9        | 2.1   | 10.1  |
| Ukupno    |         | 7          | 7         | 38.7 | .510 | .000 | .760      | 13.1  | 2.3    | .9        | 2.1   | 10.1  |

## Vanjske poveznice
- Profil na NBA.com
- Profil na Florida Gators